# Эхиме
Эхиме́ (яп. 愛媛県 Эхимэ-кэн) — префектура, расположенная в регионе Сикоку на острове Сикоку, Япония. Площадь префектуры составляет 5678,33 км², население — 1 396 671 человек (1 августа 2014), плотность населения — 245,97 чел./км². Административный центр префектуры — город Мацуяма.

## Символика
Флаг префектуры был выбран 5 мая 1952 года, а эмблема — 1 ноября 1989.
Символом дерева префектуры выбрали сосну, в качестве цветка 5 мая 1952 года избрали мандарин Уншиу, птицей — японскую зарянку (10 мая 1970), рыбой — красного тая (15 июня 1993), а животным — выдру (10 мая 1964).

## География
Префектура Эхиме расположена в северо-западной части острова Сикоку. На суше она граничит на востоке с префектурами Токусима и Кагава, а на юге — с префектурой Коти. Север Эхиме омывается водами Внутреннего Японского моря, а запад — водами моря Ува, части Тихого океана. Оба моря разделены полуостровом Садамисаки и проливом Бунго. По этим морям проходит граница Эхиме с префектурами Оита, Ямагути и Хиросима.
Площадь префектуры Эхиме составляет около 5677,55 км ². По этому показателю она занимает 26-е место в Японии среди других префектур.
Традиционно Эхиме разделяют на три региона: Южное Иё (на японском Нанъё), Центральное Иё (Тюё), Восточное Иё (Тоё). Центральными населенными пунктами первого являются Одзу и Утико, второго — Мацуяма и Иё, третьего — Имабари и Сайдзё.
Рельеф префектуры Эхиме гористый. Основными горными массивами являются горы Сикоку и горы Исидзути. Высшая точка префектуры и одновременно самый высокий пик Западной Японии — гора Исидзути (1982 м). В прибрежных районах находятся небольшие равнины Дого, Додзен, Имабари и Ниихама, а глубоко в горах — низины Ува и Одзу. По ним текут неглубокие малые реки, самой длинной из которых является река Сигенобу.
Префектуре Эхиме принадлежит несколько десятков островов моря Ува, части Внутреннего Японского моря: острова Боё, острова Геё и острова Куцуна. Крупнейшими из них являются Оми и Осима. Они входят в Национальный заповедник Внутреннего Японского моря.
Климат Эхиме влажный субтропический. Средняя низкая температура воздуха 5,3 °C, а самая высокая — 27 °C. Среднее количество осадков в год составляет 1300 мм. Для юго-восточных районов префектуры, выходящих к Тихому океану и находящихся под влиянием течения Куросио, характерна высокая годовая норма осадков и температура воздуха.

## История

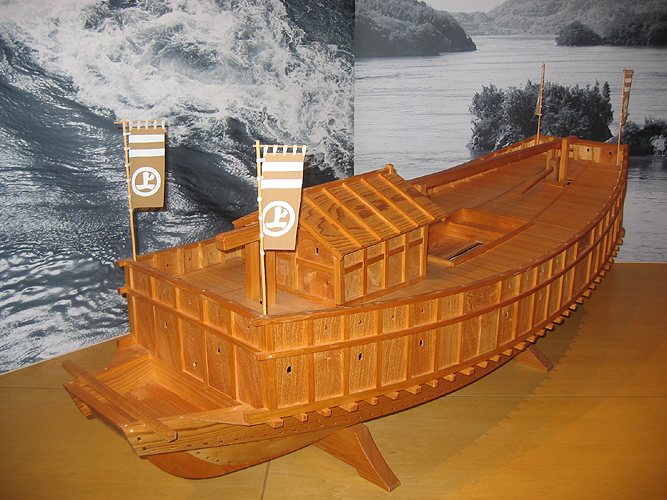
Макет боевого корабля японских пиратов флотилии Мураками, аналог европейской галеры.

Первобытные люди поселились на территории современной префектуры Эхиме в позднем палеолите. Их потомки были носителями культуры шнуровой керамики Дзёмон, а с наступлением нашей эры — распространителями культуры Яёй и рисоводства. После вхождения земель Эхиме в состав молодого японского государства Ямато в 4 веке, на их основе была образована административная единица, провинция Иё. Она считалась стратегически важной в акватории Внутреннего Японского моря, так как находилась на пути из материковой Азии через остров Кюсю в столичный регион Кинки.
Первые письменные упоминания о провинции Иё и Эхиме датируются 8 веком. В японской хронике «Кодзики», в рассказе о сотворении Японии мужским и женским божествами, Иё выступало именем родившегося у них острова, современного Сикоку. Этот остров-божество имел четыре обличия разных полов, одно из которых называлось Эхиме — «княжна любви».
Благодаря выгодному геополитическому положению провинции Иё на пути к столице, в 10—11 веках на её побережье и многочисленных островах возникли объединения местной знати. Благодаря посредничеству и грабежу на пути Внутреннего Японского моря, эти объединения сформировали ряд флотилий, получившие название «пиратских». Они активно участвовали во всеяпонский войне родов Минамото и Тайра 1180—1185, в обороне Японии от монгольских захватчиков в 1274 и 1281 годах, войнах северной и южной династий 1336—1392 годов В 16 веке во времена междоусобиц местные пиратские главари продолжали играть на противостоянии соседей, укрепляя свои позиции. Наиболее влиятельные из этих властителей, главы родов Мураками и Коно, поддерживали гегемона Западной Японии Мори Мотонари, но в 1585 году были вынуждены подчиниться объединителю страны, Тоётоми Хидэёси.

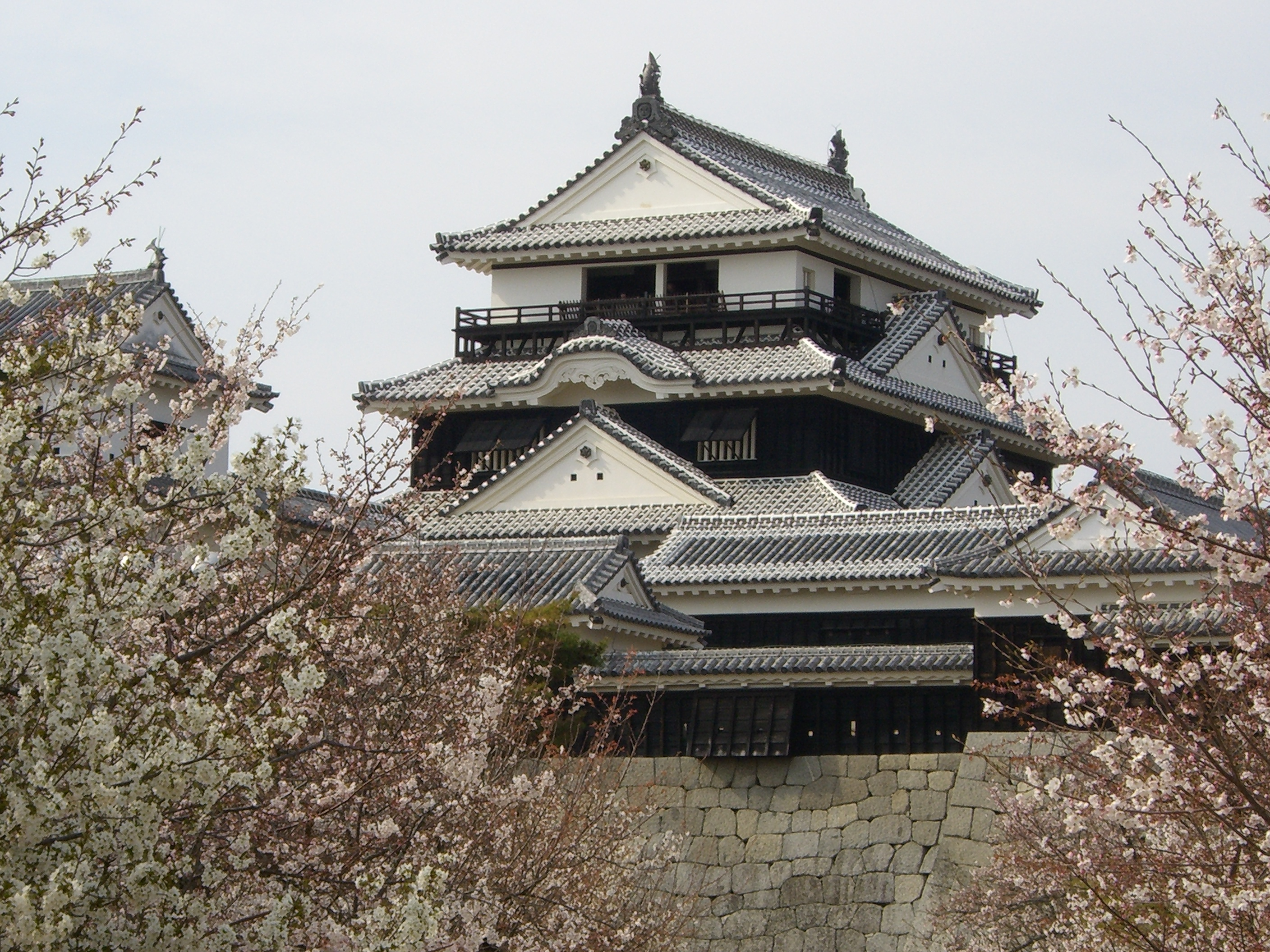
Замок Мацуяма на горе Кацу, самая крупная горная крепость на всем острове Сикоку.

После битвы при Сэкигахаре в 1600 году и установления сёгуната Токугава провинция Иё была разделена на 8 автономных единиц, ханов: Мацуяма-хан, Ёсида-хан, Имабари-хан, Ниия-хан, Одзу-хан, Сайдзё-хан, Увадзима-хан и Комацу-хан. Первая, самая большая из них, досталась герою Корейской войны Като Ёсиакири. Он заложил большой горный замок Мацуяма и призамковое поселение, на базе которого возник современный город Мацуяма, префектурный центр Эхиме.
В результате реставрации прямого Императорского правления в 1868 году и административной реформы 1871 года, все ханы были объединены в две префектуры — Исидзути и Камияма. В 1873 году они слились в новую административную единицу — префектуру Эхиме с центром в Мацуяме. С 1876 года в её составе находилась современная префектура Кагава, которая выделилась в 1888 году.
На протяжении существования Японской империи Эхиме играла роль важного военно-промышленного центра. На её побережье размещались заводы тяжелой промышленности и кораблестроения, а в главном городе префектуры, Мацуяме, находился аэродром ВВС Императорского флота Японии. После Второй мировой войны хозяйство префектуры было демилитаризировано. Благодаря тому, что Эхиме не сильно пострадало от бомбардировок и сохранило большую часть своих культурных ценностей, важной отраслью её послевоенной экономики стал туризм.

## Административное деление

### Города
Список городов префектуры:
| - Иё; - Имабари; - Мацуяма; - Ниихама; - Одзу; - Сайдзё; | - Сейё; - Сикокутюо; - Тоон; - Увадзима; - Яватахама. |

### Уезды
Посёлки по уездам:
| - Оти; - Камидзима; - Камиукена; - Кумакоген; - Иё; - Масаки; - Тобе; - Кита; - Утико; | - Нисиува; - Иката; - Китаува; - Кихоку; - Мацуно; - Минамиува; - Айнан. |